# Cathorops kailolae
Cathorops kailolae és una espècie de peix de la família dels àrids i de l'ordre dels siluriformes que es troba al llac d'Izabal (Guatemala) i al riu Usumacinta (Mèxic i Guatemala).
Els mascles poden assolir els 21,4 cm de llargària total.